# Пйотрув (Сохачевський повіт)
Пйотрув (пол. Piotrów) — село в Польщі, у гміні Ілув Сохачевського повіту Мазовецького воєводства.
Населення — 120 осіб (2011).
У 1975-1998 роках село належало до Плоцького воєводства.

## Демографія
Демографічна структура станом на 31 березня 2011 року:
|          | Загалом | Допрацездатний вік | Працездатний вік | Постпрацездатний вік |
| -------- | ------- | ------------------ | ---------------- | -------------------- |
| Чоловіки | 59      | 20                 | 36               | 3                    |
| Жінки    | 61      | 16                 | 31               | 14                   |
| Разом    | 120     | 36                 | 67               | 17                   |